# Entre las higueras
Entre las higueras (en árabe: تحت الشجرة‎ , es decir, Taht el shajara que significa « Debajo del árbol " ) es una película tunecina dirigida por Erige Sehiri y estrenada en 2022.

## Sinopsis
En Túnez, mujeres, a menudo jóvenes y otras ancianas, acompañadas de algunos hombres, se dedican a la recolección de higos bajo la dirección de "un jefe poco amable". A lo largo del día se forman relaciones, los jóvenes se cortejan, otros aprovechan para robar o saldar cuentas.

## Ficha técnica
- Título: Bajo los higos
- Realización: Erige Sehiri
- Guion: Peggy Hamann, Ghalya Lacroix y Erige Sehiri
- Música: Amine Bouhafa
- Fotografía: Frida Marzouk
- Género: drama
- Duración: 92 minutos
- Estreno: 2022

## Elenco
- Fedi Ben Achur
- Firas Amri
- Ameni Fdhili
- Feten Fdhili
- fide dhili
- Gaith Mendassi
- Abdelhak Mrabti
- Leila Ouhebi
- Hneya Ben Elhedi Sbahi
- Samar Sifi

## Producción
La directora, para quien este es su primer largometraje de ficción, indica que se trata de « inspirados en hechos reales escuchados de mujeres campesinas que trabajan duro todo el año y también de jóvenes estudiantes de secundaria que vienen en el verano». La película costó 300 000 euros.

## Recepción
Guillemette Odicino, de Télérama, califica esta película como «un marivaudage moderno y «pequeño milagro de gracia»: « con árboles simples, la película logra sugerir la idea de encierro de estas mujeres tunecinas que expresan sus deseos de nuevas perspectivas». Para Clarisse Fabre, de Le Monde, « la película seduce por su dispositivo, económico y estético ».
La película ganó el Premio del Jurado Ecoprod durante la Quincena de Realizadores del Festival de Cine de Cannes 2022. También ganó el Bayard d'or en el Festival international du film francophone de Namur y, en octubre de 2022, el Tanit d'argent en el Carthage Film Festival 2022. También ganó el primer premio en el Festival du film francophone de Tübingen.
En diciembre de 2022, la película recibió el premio Rêvolution en el festival Cinémamed de Bruselas.  
Estrenada el 7 de diciembre de 2022 en los cines franceses, registró 25 241 entradas en la taquilla de 2022.  